# オニャティ大学

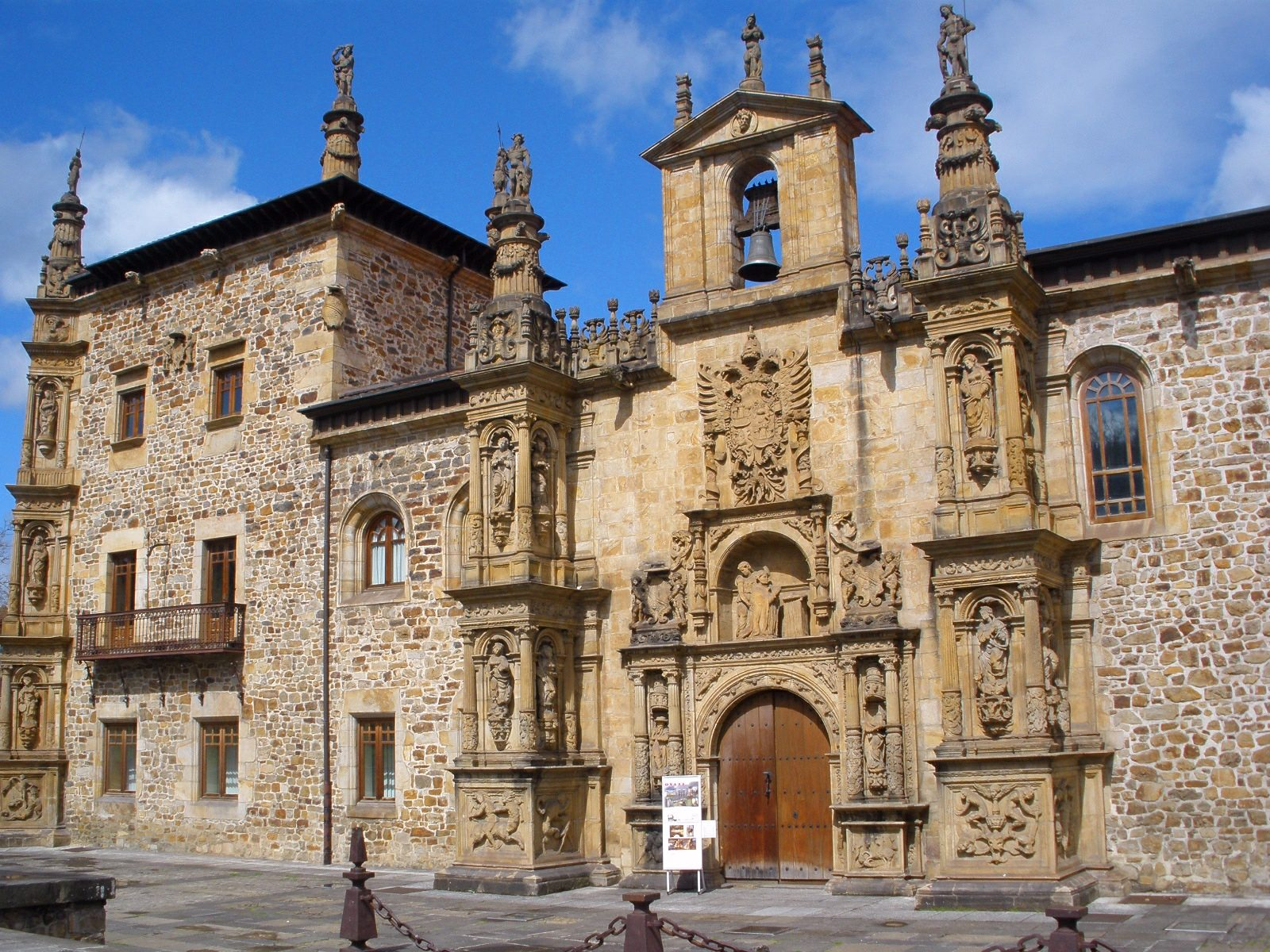
建物のファサード

オニャティ大学（バスク語: Oñatiko Unibertsitatea, スペイン語: Universidad de Oñate）は、16世紀半ばから20世紀初頭までスペイン・バスク地方のギプスコア県オニャティに存在した大学。長らくスペイン・バスク唯一の大学だった。正式名称は聖霊大学（スペイン語: Universidad del Santo Espíritu、サント・エスピリトゥ大学）。1901年に閉鎖されたが、1989年以降の建物は国際法社会学研究所(IISL) の本部として使用されている。

## 歴史
ローマ教皇のパウルス3世の権威の下、1540年にアビラ司教のロドリゴ・メルカルド・デ・スアソラによって聖霊大学が設立された。当初はギプスコアのエルナニに位置していたが、1548年にオニャティに移転した。神学、法学、教会法学、芸術学、医学が教えられ、1869年までの学生は厳密にカトリックに制限されていたが、それ以後はすべての宗派に解放された。大学としては1901年に閉鎖され、大学機能はビルバオのデウスト大学に移管された。1989年以降、建物は国際法社会学研究所(IISL)の本部として使用されている。

## 建物
石工のドミンゴ・デ・ラ・カレラと彫刻家のピエール・ピカルトによって礎石が据えられ、1543年にオニャティに建設が開始された。建物はプラテレスコ様式で建設されており、バスク地方にあるもっとも注目すべきルネサンス建築のひとつである。1931年、建物がスペインの重要文化財建築物に認定された。

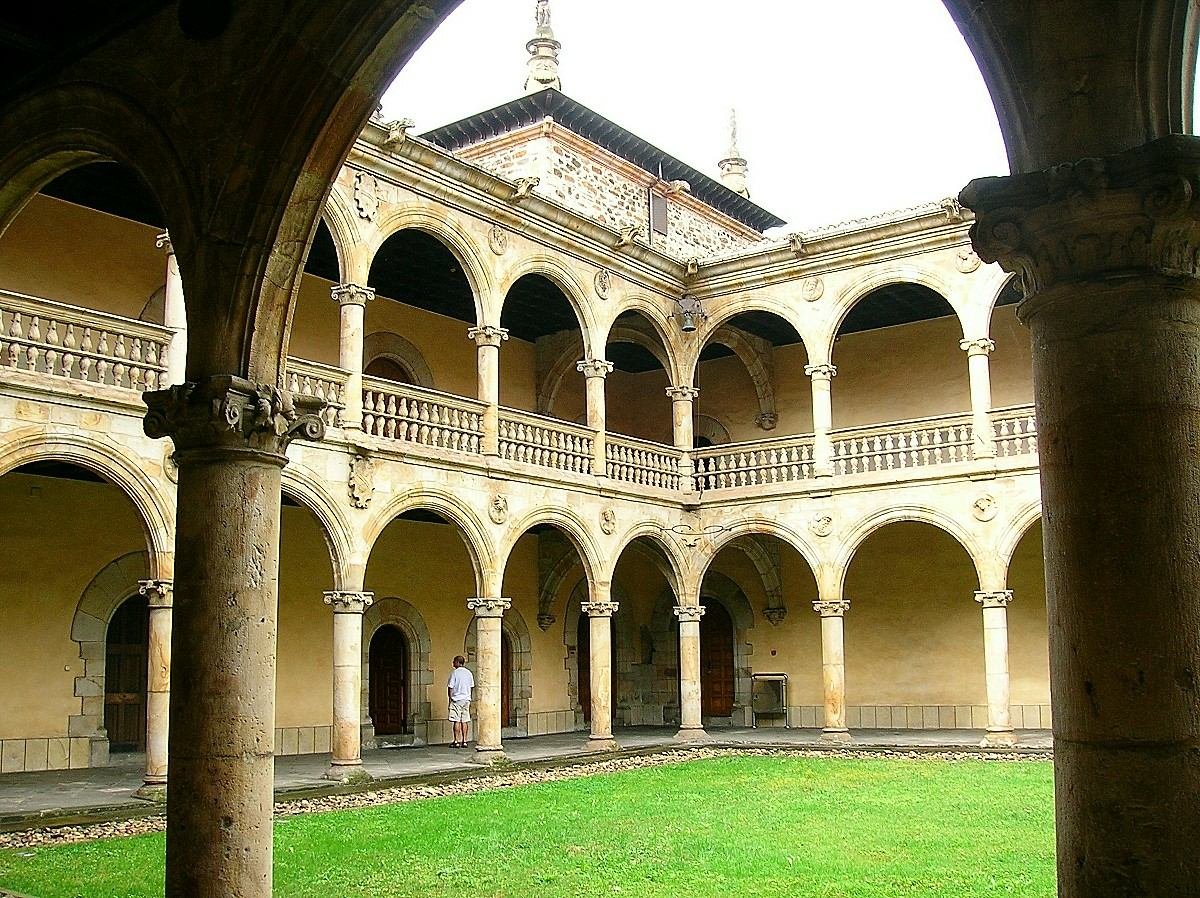
中庭
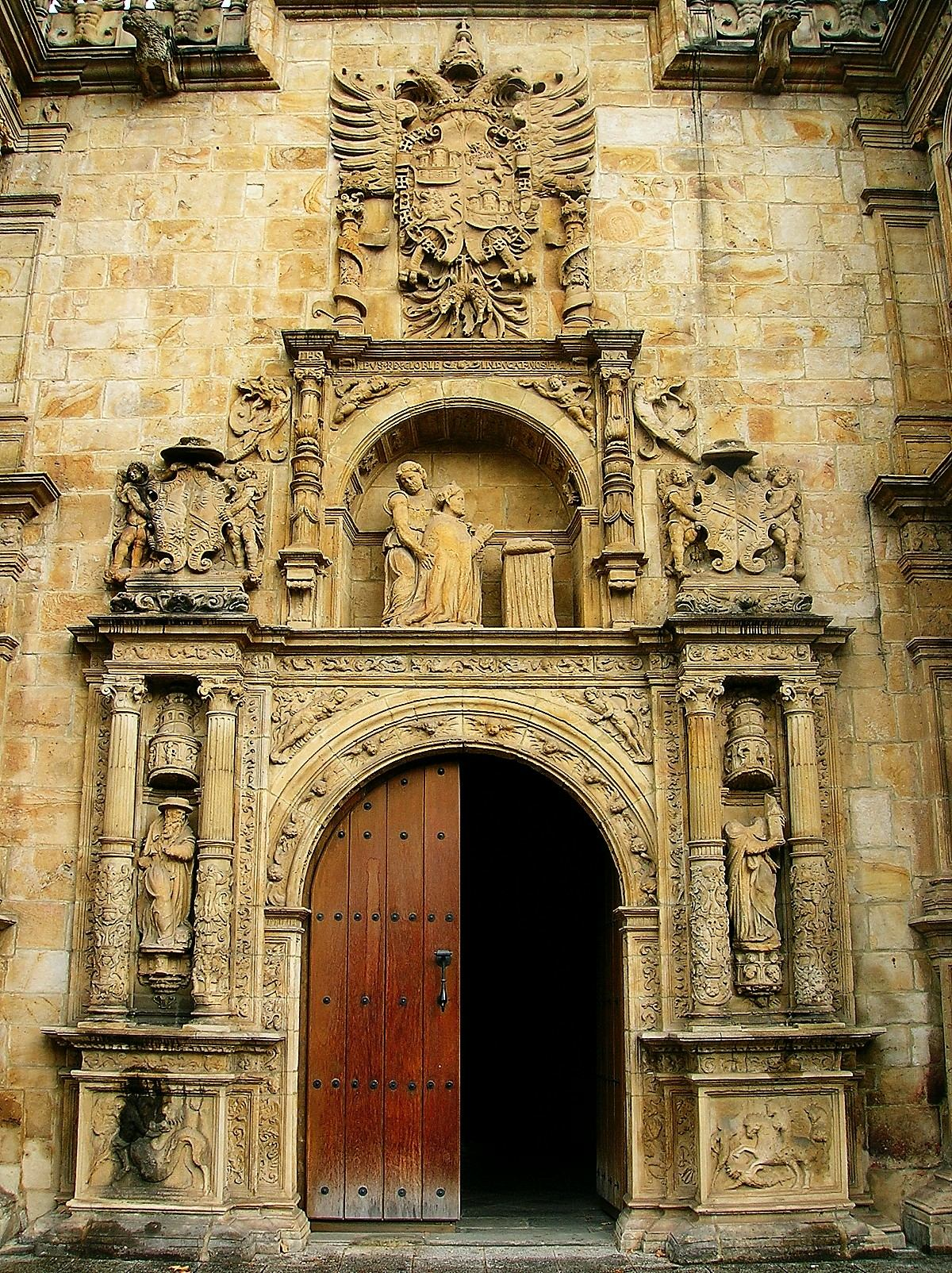
中央入口
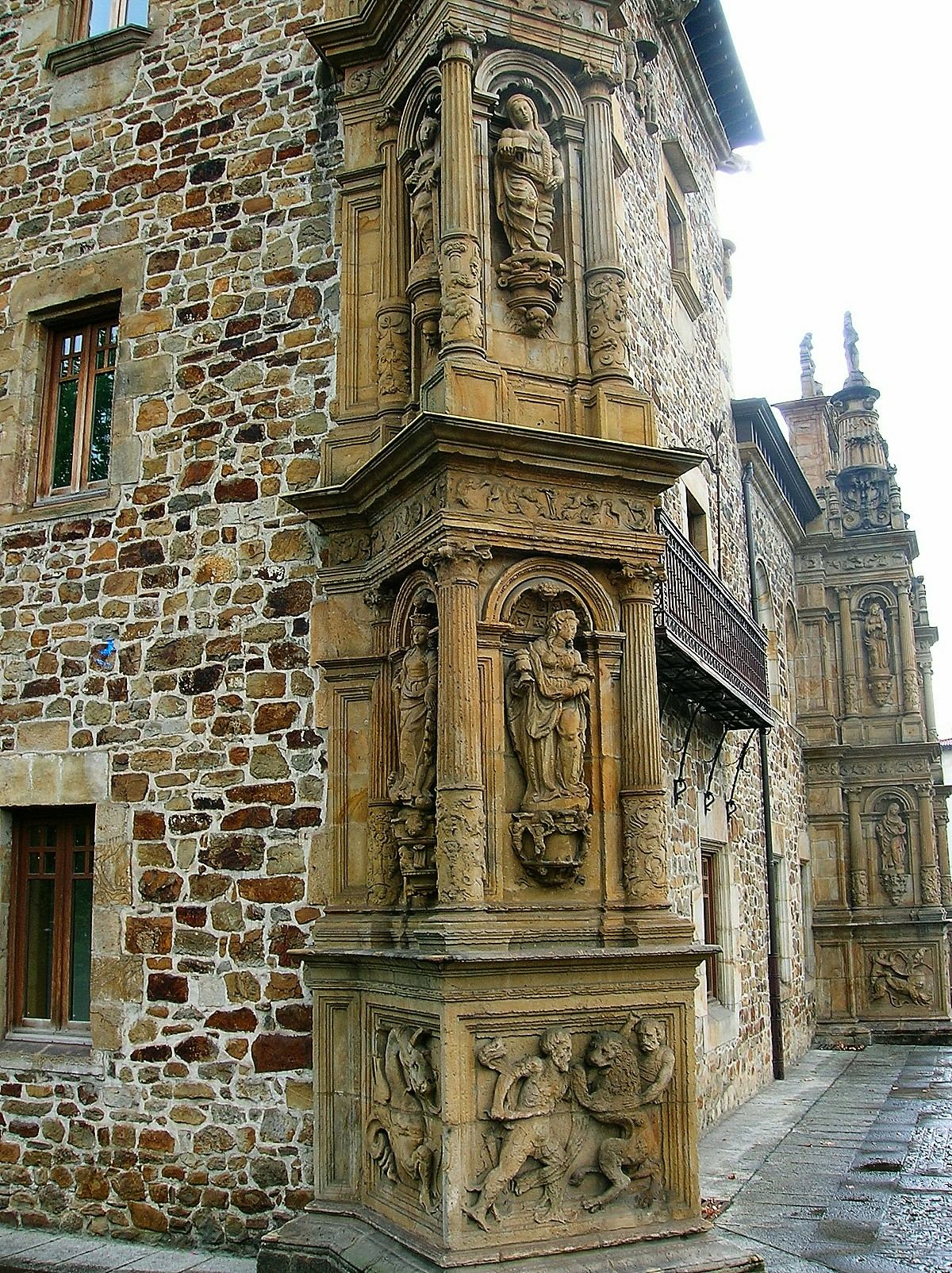
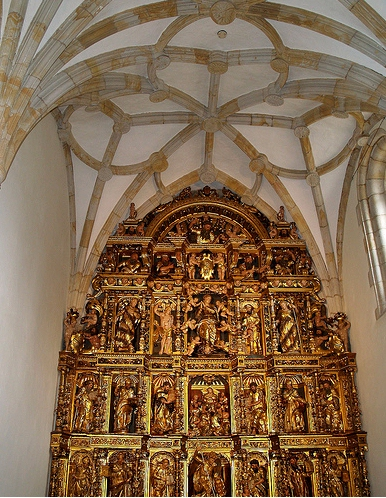

## 文献
- 角田, 猛之 (2015-07). “オニャーティ・国際法社会学研究所の紹介 : 国際法社会学マスターコース・プログラム,研究所でのワークショップおよびホセラモン・ベンゴエッチャの比較法文化に関する講義紹介”. 関西大学法学論集 (関西大学法学会) 65 (7).